# Beiyinyangying-Kultur
Die sogenannte Beiyinyangying-Kultur (chinesisch 北阴阳营文化, Pinyin Beiyinyangying wenhua, englisch Beiyinyangying Culture) wurde nach dem Fundort Beiyinyangying am Unterlauf des Jangtsekiang im Stadtbezirk Gulou (鼓楼区) von Nanjing, Provinz Jiangsu, Volksrepublik China, benannt. Es handelt sich um eine neolithische Kultur, die ungefähr in die Zeit von 4000 bis 3000 v. Chr. datiert wird. Sie wurde in den Jahren 1955–1958 ausgegraben. Die Kultur war auch über das Ning-Zhen-Gebiet (d. h. Nanjing-Zhenjiang-Gebiet, Provinz Jiangsu) und den Südosten der Provinz Anhui verbreitet.
An der Beiyinyangying-Stätte wurden shangzeitliche Relikte entdeckt.